# Robbie van Leeuwen

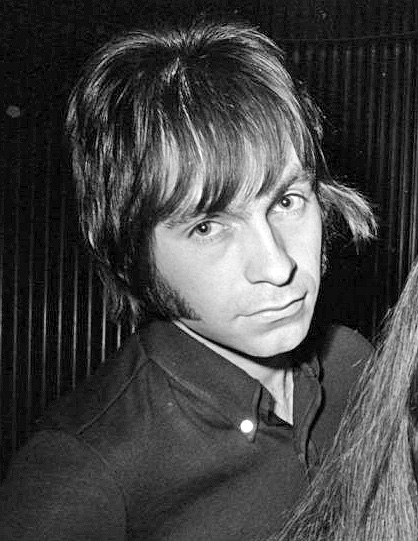
Robbie van Leeuwen.

Robbie van Leeuwen, född 29 oktober 1944 i Haag, Nederländerna, är en holländsk gitarrist, sångare och låtskrivare. van Leeuwen är främst känd som medlem i Shocking Blue och kompositör till deras stora världshit "Venus" 1969. Han har också komponerat låten "Love Buzz", senare känd som cover av Nirvana.
Under åren 1964-1967 var han medlem av popgruppen The Motions, vilken hade ett antal hitsinglar i hemlandet, bland dem "Wasted Words" (1965) och "Why Don't You Take It?" (1966). 1967 lade han grunden till Shocking Blue, och gruppen hade en första listplacering i Nederländerna 1968 med låten "Lucy Brown is Back in Town". Först efter att van Leeuwen övertygat Mariska Veres att bli medlem i gruppen kom det stora genombrottet. Han skrev sedan de flesta av gruppens hitlåtar som "Send Me a Postcard", "Mighty Joe", "Never Marry a Railroad Man" och "Blossom Lady".
Han lämnade Shocking Blue 1974, och bildade istället Galaxy-Lin vars enda framgång var låten "Long Hot Summer" 1975. 1977 bildade han den synthorienterade gruppen Mistral som blev känd för låtarna "Jamie" (1977) och "Starship 109" (1978). Han kom även att producera några solosinglar med gamla bandkollegan Mariska Veres, men från 1980-talet höll han en låg profil och lämnade i princip musikbranschen. Han bodde sedan under många år i Luxemburg där han höll sig undan offentligheten. Under 2010-talet har han gått med på ett fåtal intervjuer och hjälpt till med information till utställningar om Shocking Blue. Han flyttade tillbaka till Nederländerna 2018.